# لغة إيكوبي
لغة إيكوبي (بالإنجليزية: Ikobi language)‏ هي لغة من لغات ترانس غينيا الجديدة يتكلم بها 1570 شخص في مناطق مقاطعة الخليج، جنوب جزيرة كيبيروي، أوماتي العليا ووسط مناطق نهر توراما في بابوا غينيا الجديدة.